# Fawn Grove
Fawn Grove é um distrito localizado no estado norte-americano de Pensilvânia, no Condado de York.

## Demografia
Segundo o censo norte-americano de 2000, a sua população era de 463 habitantes.
Em 2006, foi estimada uma população de 465, um aumento de 2 (0.4%).

## Geografia
De acordo com o United States Census Bureau tem uma área de
4,1 km², dos quais 4,1 km² cobertos por terra e 0,0 km² cobertos por água. Fawn Grove localiza-se a aproximadamente 222 m acima do nível do mar.

## Localidades na vizinhança
O diagrama seguinte representa as localidades num raio de 16 km ao redor de Fawn Grove.